# هاکلبری هاوند
هاکلبری هاوند (انگلیسی: Huckleberry Hound) که در برخی منابع به صورت «هاکلبری هوند» هم نوشته شده است، نام یک سگ انسان‌واره داستانی و قهرمان اصلی مجموعهٔ کارتونی «ماجراهای هاکلبری هاوند» است.
او سگی آبی‌رنگ، خونسرد و خوش‌نیت بود که با لهجهٔ انگلیسی جنوب آمریکایی صحبت می‌کرد و شخصیتی ساده، روستایی‌مأب، دلنشین و خوش‌آیند داشت. در ضمن، واژهٔ هاکلبری (huckleberry) اصطلاحی محاوره‌ای به معنای «ناشی»، «آماتور» و «دهاتی» است.
در بیشتر داستان‌های مجموعهٔ «ماجراهای هاکلبری هاوند»، او تلاش می‌کند دست به کارهای گوناگونی همچون عملیات پلیسی یا به‌دام‌انداختن سگ‌ها بزند و در آغاز، در تمامی این کارها، نتیجهٔ معکوس می‌گرفت، اما در انتها، به‌سبب پشتکار و تداوم ویا آنکه از رویِ خوش‌شانسی مطلق، در کارهایش موفق می‌شد.
مجموعهٔ کارتونی «ماجراهای هاکلبری هاوند» یکی از ۶ کارتونی بود که موفق شد در سال ۱۹۶۰ میلادی، برای نخستین بار در تاریخ جوایز امی، این جایزه را دریافت کند.
هاکلبری هاوند، بعدها یکی از شخصیت‌های اصلی مجموعهٔ «یوگی و دوستان» هم شد.